# Вайтголл Тауншип (округ Лігай, Пенсільванія)
Вайтголл Тауншип (англ. Whitehall Township) — селище (англ. township) в США, в окрузі Лігай штату Пенсільванія. Населення — 29 173 особи (2020).

## Демографія
Згідно з переписом 2010 року, у селищі мешкало 26 738 осіб у 11 039 домогосподарствах у складі 7137 родин. Було 11623 помешкання
Расовий склад населення:
| - 82,9 % — білих - 5,7 % — чорних або афроамериканців - 4,1 % — азіатів - 0,3 % — корінних американців - 4,4 % — осіб інших рас |

До двох чи більше рас належало 2,5 %. Частка іспаномовних становила 10,7 % від усіх жителів.
За віковим діапазоном населення розподілялося таким чином: 21,3 % — особи молодші 18 років, 60,6 % — особи у віці 18—64 років, 18,1 % — особи у віці 65 років та старші. Медіана віку мешканця становила 41,6 року. На 100 осіб жіночої статі у селищі припадало 90,6 чоловіків;  на 100 жінок у віці від 18 років та старших — 87,4 чоловіків також старших 18 років.
Середній дохід на одне домашнє господарство  становив 67 750 доларів США (медіана — 56 393), а середній дохід на одну сім'ю — 80 644 долари (медіана — 67 033). Медіана доходів становила 51 817 доларів для чоловіків та 38 161 долар для жінок. За межею бідності перебувало 8,1 % осіб, у тому числі 10,8 % дітей у віці до 18 років та 7,0 % осіб у віці 65 років та старших.
Цивільне працевлаштоване населення становило 13 841 особа. Основні галузі зайнятості: освіта, охорона здоров'я та соціальна допомога — 23,4 %, виробництво — 15,7 %, роздрібна торгівля — 12,7 %.